# Dadivank
Dadivank (Armeens: Դադիվանք, Dadiwanq; Dadiklooster) is een middeleeuws Armeens-Orthodox kloosterkomplex, gelegen in het district Kalbajar in Azerbeidzjan (voorheen in Nagorno-Karabach). Het ligt op beboste uitlopers van het Mrravgebergte, aan de linkeroever van de Tartarrivier, niet ver van het gelijknamige dorp. Het kloostercomplex geldt als belangrijk Armeens cultureel erfgoed.

## Achtergrond
Volgens de overlevering is Dadivank al in de 2e helft van de 1e eeuw gesticht op de plaats waar de graftombe van de heilige Dadi lag, een discipel van Judas Taddeüs. In de vroege Middeleeuwen was het de zetel van het bisdom Mets-kuank (een van de gewesten van Artsach). Door de eeuwen heen werd het regelmatig overvallen en vernield bij rooftochten van de Arabiëren, de Seltsjoeken en anderen, maar elke keer werd het klooster hersteld en herbouwd. Dadivank had toen een bevolking van een kleine dorp. De 13e-eeuwse geleerde Mchitar Gosj zou tijdelijk hier verbleven hebben en aan zijn “Rechtenboek” gewerkt hebben.
In 1234 bouwde Arzoe-chatoen, de vorstin van Hatterq, de kathedraal van Dadivank “Onze-Lieve-Vrouw” – ter nagedachtenis van haar echtgenoot, de vorst Wachtang, en twee zonen, die in de oorlog gevallen waren. Behalve de kathedraal zijn er in Dadivank een aantal bouwwerken, die uit de Middeleeuwen dateren. Er zijn onder andere twee oude kerken, drie gebedshuizen, kluizen, een herberg, een werkkamer en een kantoor. Ook zijn er kruisstenen en inscripties in het Oudarmeens bewaard.
Van 1930 tot 1993 lag Dadivank in het rayon Kalbajar van de Azerbeidzjaanse sovjetrepubliek, vlak bij de grens met het rayon Mardakert van de Nagorno-Karabachse Autonome Oblast. In de zomer van 1993 werd het gebied veroverd door de Armeniërs van Nagorno-Karabach. In 1994 werd Dadivank heropend. Volgens de bestuurlijke indeling van de de facto Republiek Nagorno-Karabach, viel Dadivank tussen 1993 en 2020 onder het gewest Sjahoemian. Als gevolg van de oorlog in Nagorno-Karabach in 2020 kwam het weer onder controle van Azerbeidzjan.

## Azerbeidzjaanse culturele toe-eigening
Dadivank werd tot een van de mooiste historische monumenten van Nagorno-Karabach gerekend en geldt als belangrijk Armeens cultureel erfgoed. Net als met ander Armeens cultureel erfgoed dat Azerbeidzjan onder controle kreeg, gingen de Azerbeidzjaanse autoriteiten ook hier over tot culturele toe-eigening. De Azerbeidzjaanse autoriteiten stelden dat het klooster niet Armeens was, maar historisch behoorde tot Kaukasisch Albanië en met name de Oedi minderheid. Historici en experts betwisten deze Azerbeidzjaanse claims. Russische vredestroepen werden voor de overdracht van het omliggende gebied aan Azerbeidzjan bij het monument gestationeerd.